# Петро IV (цар Болгарії)
Цар Петро IV (болг. Теодор-Петър) — болгарський цар, співправитель і старший брат царя Івана Асена I. Брат царя Калояна і дядько царя Івана Асена II.
Від народження й до свого проголошення царем в 1185 році, Петро IV іменувався Теодором (Федором). Зміна імені вказує на підтвердження легітимності правління шляхом встановлення зв'язку з царем Петром I, чиє ім'я використовувалося попередніми керівниками повстань проти візантійського панування в 1040 і 1072 роках. У деяких літописних джерелах це ім'я представлено як Slavopetăr («славний Петро») та Kalopetăr («добрий Петро»). Саме тому, під час вступу на престол він узяв ім'я для спадковості з борцями за незалежність Болгарії царями Петром II і Петром III.
Він та його молодший брат Іван Асен, були керівниками успішного повстання проти Візантійського володарювання, яке тривало майже два століття. 26 жовтня 1185 р. в церкві св. Дмитра Солунського в м. Тирново брати проголосили незалежність Болгарії. Теодора було короновано й він прийняв тронне ім'я Петро IV та титул «цар».
Після 1190 року Петро відійшов від управління країною. Однак після убивства 1196 року його молодшого брата, царя Івана Асена I боярином Іванком, повернувся на трон. У 1197 році його також було убито в результаті змови. Трон зайняв його молодший брат Калоян.